# Minas de Ríotinto
Minas de Ríotinto település Spanyolországban, Huelva tartományban. Minas de Ríotinto El Campillo, Nerva és El Madroño községekkel határos. Lakosainak száma 3713 fő (2024).

## Népesség
A település népessége az utóbbi években az alábbiak szerint változott:
| Lakosok száma | 4825 | 4509 | 4401 | 4221 | 4157 | 4070 | 3974 | 3848 | 3778 | 3713 |
|               | 2001 | 2004 | 2006 | 2009 | 2011 | 2014 | 2016 | 2019 | 2021 | 2024 |